# Gagea uliginosa
Gagea uliginosa är en liljeväxtart som beskrevs av Walter Siehe och Adolf Adolph A. Pascher. Gagea uliginosa ingår i Vårlökssläktet och i familjen liljeväxter. Inga underarter finns listade.